# Schloss Thurndorf

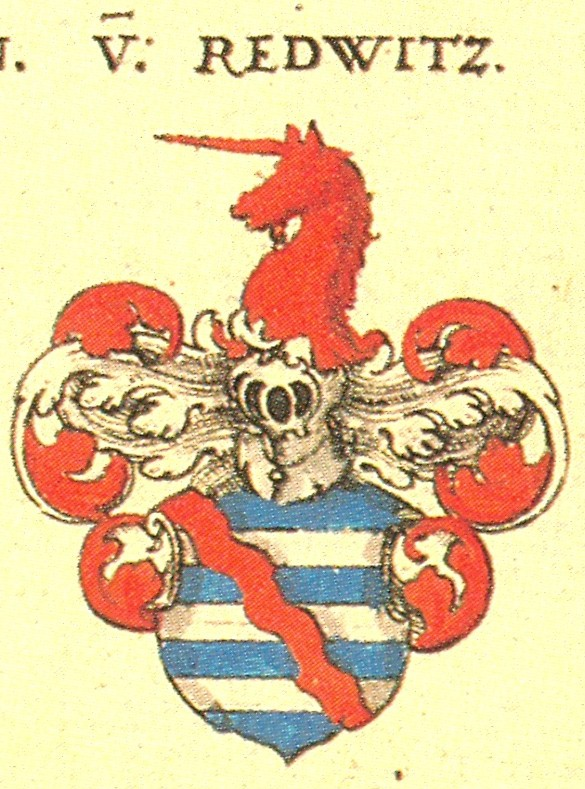
Wappen der Familie von Redwitz in Siebmachers Wappenbuch

Das abgegangene renaissancezeitliche Schloss Thurndorf stand in dem oberpfälzischen Gemeindeteil Thurndorf der Gemeinde Kirchenthumbach im Landkreis Neustadt an der Waldnaab in Bayern. „Archäologische Befunde des abgegangenen frühneuzeitlichen Schlosses von Thurndorf“ werden als Bodendenkmal unter der Aktennummer D-3-6235-0017 geführt. 

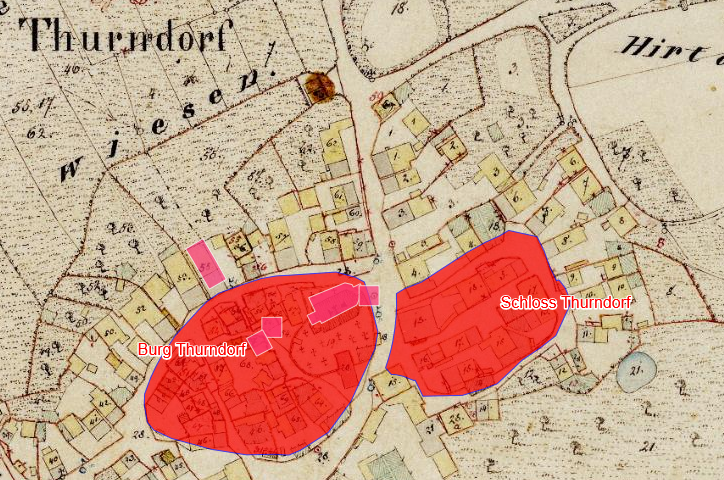
Lageplan von Burg und Schloss Thurndorf auf dem Urkataster von Bayern

## Geschichte
Die Burg Thurndorf ist 1577/80 nach dem Erwerb des Landsassengutes Thurndorf durch Alexander von Redwitz, Landrichter in Amberg, aufgegeben worden. Er und sein Sohn bauten sich auf einer herrschaftlichen Wiese im Südosten des Burgbezirkes ein neues Schloss. Für den Bau des neuen Schlosses wurde viel Abbruchmaterial aus der alten Burg verwendet.
Die Redwitzer hatten mit diesem Schlossbau kein Glück: zum einen trat wegen schlechter Wirtschaftsführung eine Überschuldung ein, zum anderen verwickelte sich einer der Söhne in einen Kriminalprozess. Dies führte dazu, dass man das Gut dem Landesfürsten zum Kauf anbieten musste. Nach längeren Verhandlungen stimmte die Regierung in Amberg dem Kauf zu, nachdem der Kaufpreis von ursprünglich 30.000 Gulden auf 20.000 Gulden herabgehandelt worden war. 1599 wurde das Landsassengut Thurndorf ist ein Pflegamt umgewandelt, das ein Richter im Auftrag des Landrichters von Auerbach verwaltete. 1684 wurde daraus ein selbständiges Pflegamt, dem noch das Amt Hollenberg zugeordnet wurde. Von hier aus wurden die Reste des altpfälzischen Besitzes an der Pegnitz verwaltet. Als Amtsträger trat die Familie Miller von Altammerthal und Fronhofen von 1721 bis 1803 auf. Bereits im 18. Jahrhundert begann die Allodisierung der zu dem Schloss gehörenden Gründe. 1803 wurde das hiesige Pflegamt aufgelöst und dem Amt Eschenbach zugeschlagen. Damit endete die politisch-administrative Bedeutung von Thurndorf. Der Schwiegersohn des letzten Pflegers erwarb die Gebäude und Grundstücke und veräußerte diese schrittweise an verschiedene Thurndorfer.
Das zu einem Pfarrhof umfunktionierte Schloss ist in den 1970er Jahren abgerissen worden; damit ist die letzte steinerne Erinnerung an das bedeutende mittelalterliche Verwaltungszentrum Thurndorf ausgelöscht worden. Ein noch vorhandener Wappenstein der Redwitzer wurde an der Friedhofsmauer angebracht.